# Epharmottomena
Epharmottomena é um gênero de traça pertencente à família Arctiidae.